# Pa de soda

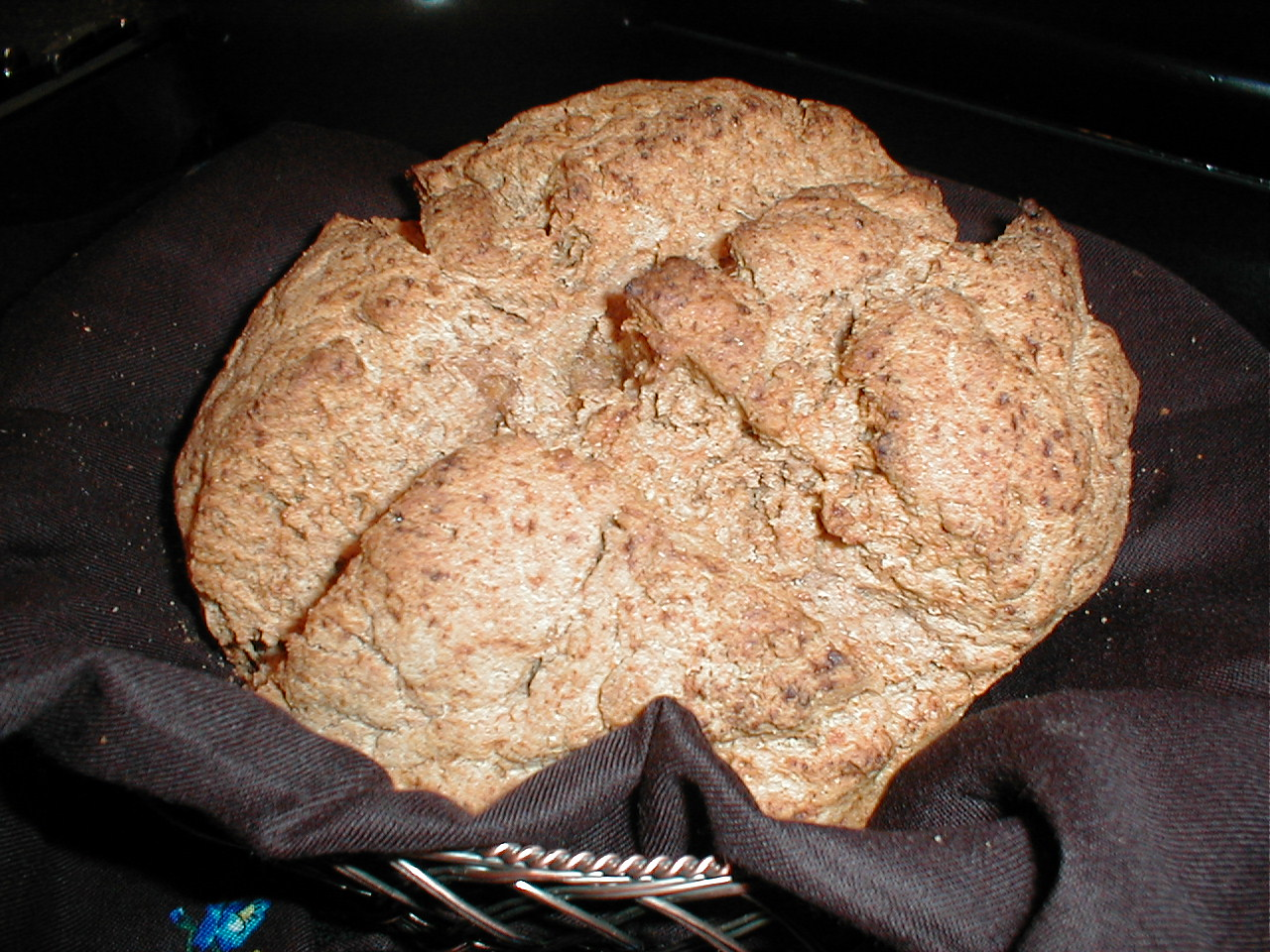
Pa de soda integral.

El pa de soda (soda bread en anglès) és un tipus de pa en què el llevat ha estat substituït per hidrogencarbonat de sodi. Els ingredients tradicionalment utilitzats en el pa de soda són farina, hidrogencarbonat de sodi, sal comuna i sèrum de llet o llet agra. S'hi poden afegir a la barreja altres ingredients, com les panses i els fruits secs.

## Varietats
Algunes varietats tenen llavors de comí de prat, algunes tenen panses, algunes amb tots dos i algunes amb cap d'aquests. Els ingredients essencials en un pa de soda irlandès tradicional són la farina, l'hidrogencarbonat, la sal i la mantega. L'àcid reacciona amb el sèrum de llet a la base de l'hidrogencarbonat de sodi per proporcionar el llevat del pa. La mantega conté àcid làctic, que reacciona amb e l'hidrogencarbonat de sodi per formar diminutes bombolles de diòxid de carboni. El pa sol assecar-se ràpidament, és millor servit calent o torrat al forn. A Irlanda, en general, la farina es fa de blat tou, de manera que la farina recomanada és la de rebosteria, ja que conté menors nivells de gluten.